# Iléus
 Mise en garde médicale
L'iléus est une perturbation de la capacité propulsive normale de l'intestin. Elle peut être causée par un manque de péristaltisme ou par une obstruction mécanique. Le mot « iléus » vient du grec ancien eileós (εἰλεός, « obstruction intestinale »). Le terme « subileus » fait référence à une obstruction partielle.

## Signes et symptômes
Les symptômes de l'iléus comprennent, sans s'y limiter :[réf. nécessaire]
- douleur abdominale diffuse modérée à sévère
- constipation
- distension abdominale
- nausées / vomissements, surtout après les repas
- vomissements de liquide bilieux (de couleur verte ou vert jaunâtre)
- flatulences et/ou manque de selles
- éructations excessives

## Cause
La diminution de la capacité de propulsion peut être causée soit par une occlusion intestinale, soit par une atonie ou une paralysie intestinale. Cependant, des cas présentant des symptômes et des signes d'occlusion intestinale surviennent, mais en l'absence d'obstruction mécanique, principalement dans la pseudo-obstruction colique aiguë, le syndrome d'Ogilvie.[réf. nécessaire] En 2023, la FDA américaine a signalé l'iléus gastro-intestinal comme effet indésirable du médicament sémaglutide, avec une fréquence et une relation causale inconnues.

### Une occlusion intestinale
Une occlusion intestinale est généralement une obstruction mécanique du tractus gastro-intestinal.

### Paralysie intestinale
La paralysie de l'intestin est souvent appelée iléus paralytique, dans laquelle la paralysie intestinale n'a pas besoin d'être complète, mais elle doit être suffisante pour interdire le passage des aliments dans l'intestin et conduire à un blocage intestinal. L'iléus paralytique est un effet secondaire courant de certains types de chirurgie, communément appelé iléus post-chirurgical. Elle peut également résulter de certains médicaments et de diverses blessures et maladies, comme la pancréatite aiguë. L'iléus paralytique provoque de la constipation et des ballonnements. En écoutant l'abdomen avec un stéthoscope, aucun bruit intestinal n'est entendu car l'intestin est inactif.[réf. nécessaire]
Une paralysie temporaire d’une partie des intestins survient généralement après une chirurgie abdominale. Le contenu intestinal de cette portion étant incapable d'avancer, il convient d'éviter de manger ou de boire jusqu'à ce que le bruit péristaltique se fasse entendre, par auscultation (utilisation d'un stéthoscope) de la zone où se trouve cette portion. L'atonie ou la paralysie intestinale peut être causée par des réflexes neuronaux inhibiteurs, une inflammation ou une autre implication des peptides neurohumoraux.[réf. nécessaire]

### Facteurs de risque
- chirurgie gastro-intestinale ou autres procédures gastro-intestinales
- déséquilibre électrolytique (à savoir hypokaliémie et hypercalcémie)
- acidocétose diabétique (ACD), et autres causes d' acidose métabolique[2]
- hypothyroïdie
- diabète
- médicaments (par exemple , opioïdes ou antimuscariniques)
- maladie grave (inflammation avec péritonite)
- lésion de la moelle épinière, les personnes présentant une lésion au-dessus de la vertèbre thoracique 5 (T5) auront des problèmes d'hypomotilité dans l'intestin
- porphyrie aiguë intermittente

## Traitement
Traditionnellement, rien par voie orale, mais une alimentation douce par sonde d'alimentation entérale peut aider à restaurer la motilité en déclenchant les signaux de rétroaction normaux de l'intestin. C'est donc la prise en charge recommandée au départ.
Lorsque le patient présente des signes sévères et persistants indiquant que la motilité est complètement perturbée, une aspiration nasogastrique et une nutrition parentérale peuvent être nécessaires jusqu'à ce que le passage soit rétabli. Dans de tels cas, la poursuite d’une alimentation entérale agressive entraîne un risque de perforation de l’intestin.
Plusieurs options s'offrent à vous en cas d'iléus paralytique. La plupart des traitements ont un effet de soutien transitoire. S'il est causé par un médicament, l'agent incriminé, il faut l'arrêter ou le réduire. Les selles peuvent être stimulées en prescrivant du lactulose, de l'érythromycine ou, dans les cas graves soupçonnés d'avoir une composante neurologique (comme le syndrome d'Ogilvie), de la néostigmine. Il existe également des preuves issues d'une revue systématique d'essais contrôlés randomisés selon lesquelles le chewing-gum, en tant que forme « d'alimentation fictive », peut stimuler la motilité gastro-intestinale pendant la période postopératoire et réduire la durée de l'iléus postopératoire.
Si possible, la cause sous-jacente est corrigée (par exemple, remplacer les électrolytes).

## Chez les chevaux
L'iléus est une cause de coliques chez les chevaux dues à une obstruction fonctionnelle des intestins. On l'observe le plus souvent chez les chevaux en postopératoire, en particulier après une chirurgie contre les coliques. Les chevaux souffrant d'iléus courent un risque de rupture gastrique en raison d'une accumulation rapide de reflux et nécessitent une prise en charge médicale intense avec une intubation nasogastrique fréquente. L'iléus peut augmenter la formation d'adhérences, car les segments intestinaux ont un contact plus prolongé et la distension intestinale provoque des lésions séreuses et une ischémie. Elle est généralement traitée avec un soutien liquidien agressif, des procinétiques et des anti-inflammatoires.

## Terminologie
Le codage CIM-10 reflète à la fois les sens de péristaltisme altéré et les sens d'obstruction mécanique du terme modifiés par divers adjectifs. Certains auteurs ont plaidé pour essayer de réserver le terme aux sens du péristaltisme altérés, en vertu de laquelle certains termes plus anciens tels que « iléus biliaire » et « iléus méconial », bien que maintenant techniquement des noms inappropriés, sont toujours acceptés comme corrects en raison de leur usage établi de longue date.